# Lonchotura fassli
Lonchotura fassli är en fjärilsart som beskrevs av Pfeiffer. Lonchotura fassli ingår i släktet Lonchotura och familjen Sematuridae. Inga underarter finns listade i Catalogue of Life.